# エフワンエヌ
株式会社エフワンエヌは、大阪府茨木市に本社を置く企業。

## 概要
主な事業は建築工事・防水工事・塗装工事で、新工法の開発にも取り組んでいる。開発した主な工法として、廃棄物を出さずに風呂や建物の防水工事が出来る工法や、2004年に開発した土壌を使わずスナゴケのパネルを使って屋根や壁面を緑化する工法などがある。
社名の由来は創業者の名前を元にしている。コーポレートスローガンは移り変わる時代のニーズに応えるという意味でALL NEEDSである。
平成25年度の茨木市頑張る市内企業に紹介される。
2020年6月30日決算データにおいて、大手企業格付け会社スタンダード＆プアーズ（S＆P）社の日本の中堅・中小企業向け格付け「日本SME格付け」の最上位格付け「aaa」(トリプルエー)を取得する。

## 沿革
- 1988年7月 - 株式会社エフワンエヌ設立
- 1997年5月 - 事業拡大の為、本社を茨木市若園町より茨木市星見町に移設
- 1997年11月 - 大阪中小企業投資育成株式会社より33%資本参加[3]
- 2007年10月 - 西日本機材センター開設
- 2009年6月 - 北関東支店移設に伴い東日本機材センター開設
- 2011年7月 - 台湾（台北）に海外法人を設立
- 2011年10月 - 韓国（ソウル）に海外法人を設立
- 2012年1月 - ベトナム（ホーチミン）に海外法人を設立
- 2012年9月 - ベトナム（ハノイ）に海外法人を設立
- 2015年4月 - タイ（チョンブリー）に海外法人を設立
- 2015年8月 - 中国（福州）に海外法人を設立
- 2015年8月 - ミャンマー（ヤンゴン）に海外法人を設立
- 2016年9月 - 中国（上海）に海外法人を設立
- 2018年7月 - フィリピン（マカティ）に海外法人を設立
- 2018年8月 - マレーシア（クアラルンプール）に代理店を設立
- 2018年11月 - インドネシア（ジャカルタ）に代理店を設立

## 事業所
- 本社 - 大阪府茨木市星見町22-11
- 東京支店 - 東京都練馬区土支田4丁目6-8
- 南関東支店 - 神奈川県横浜市旭区上川井町976-6
- 北関東支店 - 埼玉県北足立郡伊奈町西小針6丁目35番
- 東北支店 - 宮城県名取市杜せきのした4丁目4-11
- 中部支店 - 愛知県一宮市浅野字馬東29
- 九州支店 - 福岡県福岡市博多区浦田2丁目1-9
- 中国支店 - 広島県広島市東区福田1-632
- 台湾事務所 - 台北市
- 韓国事務所 - ソウル特別市（2011年設立[8]）
- ベトナムホーチミン事務所 - ホーチミン市[9]
- ベトナムハノイ事務所 - ハノイ市
- タイ事務所 - チョンブリー県
- ミャンマー事務所 - ヤンゴン市
- 中国福州事務所 - 福州市
- 中国上海事務所 - 上海市
- フィリピン事務所 - マカティ市
- マレーシア事務所 - クアラルンプール市
- インドネシア事務所 - ジャカルタ市